# IC 5293
IC 5293 је спирална галаксија у сазвјежђу Пегаз која се налази на листи објеката дубоког неба у Индекс каталогу.
Деклинација објекта је + 25° 8' 28" а ректасцензија 23h 14m 44,6s. Привидна величина (магнитуда) објекта IC 5293 износи 14,6 а фотографска магнитуда 15,4. IC 5293 је још познат и под ознакама CGCG 475-49, NPM1G +24.0530, PGC 70792.